# درة تشلي دارشاهي (دنا)
درة تشلي دارشاهي (بالفارسية: دره چلی دارشاهی) هي قرية تقع في إيران في قسم دنا الريفي.